# FIRESTORM (アニメ)
『FIRESTORM』（ファイアーストーム）とは、2003年4月6日から9月28日までテレビ東京系にて放送されたアニメ作品。全26話。

## 概要
原案は『サンダーバード』や『謎の円盤UFO』のジェリー・アンダーソンが担当した。多くの場面は通常のアニメーションで描かれ、ヴィークルの発進・バンクシーンはCG処理が行われている。前述の作品群のような大々的な商品展開は無かったが、ユージンから主要メカのミニフィギュアが発売されている。
本作はその後、ジェリーの息子であるジェイミー・アンダーソンの手によって、「ウルトラマリオネーション」と呼ばれる5頭身の人形劇によるリメイクが行われている。英国リメイク版スタッフとして「地球防衛軍テラホークス」に特撮監督として関わっていたスティーブン・ベック及び、人形造型のリチャード・グレゴリーが参加。また、「テラホークス」の音楽担当だったリチャード・ハーヴェイが、メイン・テーマを作曲している。なお、製作チームにはメアリー・アンダーソンも加わっている（2018年の時点でパイロット版完成。YouTubeで原語版のみ視聴可能）。

## あらすじ
世界各地で戦争が終結した21世紀末、世界ではカルロ・モレーリ率いる世界的犯罪組織「ブラック・オーキッド」による犯罪が増えていた。そこで新国連はブラック・オーキッドに対抗すべく世界各地からあらゆる分野のエキスパートを集め、コードネーム「ファイアー・ストーム」の下、特殊部隊「ストーム・フォース」を設立した。そして、その中でもエリートたちを集めたのがストーム・フォース9である。彼らはモレーリの部下との戦闘により彼らが宇宙人であることを突き止める。かくしてモレーリ率いるブラック・オーキッドとストーム・フォースとの戦いの幕が切って落とされた。

## 登場人物
ナレーションは、今村直樹が担当。

### ストーム・フォース
ストーム・フォースには1から9までの特殊部隊がある。その中でもストーム・フォース9は優れており、この話はストーム・フォース9を中心に描かれる。
ストーム・フォースの各部隊で隊員の戦闘服の色が違っている。イヌマ率いるストーム・フォース2は白、ストーム・フォース5は紫、ストーム・フォース6は黄色、ストーム・フォース9は青。ちなみに艦内での通常の服は青。

#### ストーム・フォース9
ナギサ・キサラギ
声 - 鷹森淑乃
主人公。日本人女性。記録保持者のスーパーアスリートでナノエンジニアリングのエキスパート。扱いの難しい最新鋭戦闘機サンダーボルトの第1号パイロットであり教官でもあった、パイロット能力を買われてSF9最後の１人として抜擢される。（１話）性格は努力家である。
サム・スコット
声 - 高塚正也
元アメリカ海兵隊指揮官。アメリカ人男性。ベテランパイロットしてストーム・フォースに引き抜かれ、SF7で数々の戦績を挙げたことからSF9のチームリーダーに抜擢される。（１話）
ドリュー・マッキャリスター
声 - 渡部猛
元イギリス海軍最大級原子力潜水艦司令官。スコットランド人男性。戦略家としての高い知識を買われて巨大潜水艦「オーシャン・ストーム」の司令官となる。
ローラ・ホープ
声 - 住友優子
元オーストラリア海軍大尉の女性。爆発物のエキスパートで爆発物処理を担当する。
ウェズリー・グラント
声 - 志村知幸
アメリカ人男性。学者でもあり、スポーツマンでもある。スラム街育ち。
ジェームス・ブレーディ
声 - 堀川仁
イギリス人男性。登山家としての危機管理能力を買われてストーム・フォースに引き抜かれる。
チャック・モーガン
声 - 青野武
アメリカ人男性。ストーム・フォースの技術班長で様々なメカを開発する。
ジーナ
声 - 冬馬由美
ルーシー
声 - 塩山由佳
ジュリア
声 - 堀越のり
ジャック
声 - 馬場圭介
ユーリ
声 - 前田沙耶香
ソフィア
声 - 町井美紀
ヒロコ
声 - 前田沙耶香

#### ストーム・フォース2
イヌマ
声 - 柴田秀勝
ストーム・フォース2の司令官。マッキャリスターとは旧知の仲で親友同士。伝説のパイロットでもある。最終回では、ローラをかばって殉職する。

#### ストーム・フォース5
マイ・テラニシ
声 - 永島由子
日本人女性。原子炉のエキスパート。ストーム・フォース5の隊員。

### ブラック・オーキッド（ゾリオン星人）
ペトロス・サロ
声 - 石塚運昇
モレーリの上官。
カルロ・モレーリ
声 - 内海賢二
世界的犯罪組織「ブラック・オーキッド」のボス。その正体は宇宙人（ゾリオン星人）で地球侵略を狙っていた。
ルース・ミラー
声 - 横尾まり
カルロ・モレーリの秘書をしている女性。彼女も正体は宇宙人。

### その他の登場人物
- 総司令（声 - 秋元羊介）
- 司会者（声 - 坂口哲夫）
- 探検家（声 - 服巻浩司）
- 将校（声 - 小野健一）
- 諜報部員（声 - 徳山靖彦）
- デュバリエ（声 - 今村直樹）
- ヴァレンテ（声 - うすいたかやす）
- ロバート（声 - 稲田徹）
- スティーブ・ジョンソン（声 - 島田敏）
- ガンサー・シュミット（声 - 檜山修之）
- タツ（声 - 川田紳司）
- マカレフ（声 - 茶風林）
- トーマス・ニコルソン艦長（声 - 大川透）
- ハミルトン艦長（声 - 沢木郁也）
- コズミノフ（声 - 麻生智久）
- バビ（声 - 遠藤純一）
- ヤス（声 - 菅沼久義）
- シド（声 - 稲田徹）
- ナギサの母（声 - 滝沢久美子）
- ローラの父（声 - 平野正人）
- ローラの母（声 - 幸田夏穂）

## 登場メカ
オーシャン・ストーム
ストーム・フォース9の母艦である超巨大原子力潜水艦。双胴式を採用した、ややリフティングボディ気味の船体をしており、艦橋は右舷にある。甲板にトルネードを搭載し、出動時は浮上して艦そのものを傾斜させて、カタパルトで発艦させる。
同型艦も建造されており、名前は『オーシャン〇〇』に統一されている。ストーム・フォース2の母艦は『オーシャン・ソレイユ』。
サンダーボルト
ストーム・フォース主力戦闘機。主翼は無いが、4基のエンジンで高い機動性を発揮する。宇宙空間は飛行できないため、作中で改造され、スペース･サンダーボルトになる。
トルネード
ストーム・フォースの移動指令機。サンダーボルトを2機、機内に搭載しており、機首が上部に移動しリニアカタパルトで発進する。
シーシャーク
オーシャン・ストーム等に搭載されている小型高速艇。水上を高速で移動することが出来る、一種のホバークラフト。
コンバットクルーザー
偵察・戦闘用自動車。外見はキャプテンスカーレットの追跡戦闘車に似ている。
※以上の5種は、ユージンから「リアルモデルコレクション」と銘打ち発売された。
マウンテン・モーターバイク

## スタッフ
- 原案 - ジェリー・アンダーソン、ジョン・ニーダム
- 企画 - 犬飼一昭
- 監督 - 寺田憲史
- キャラクターデザイン - 大貫健一
- メカニックデザイン - 友杉達也、今石進
- 美術監督 - 佐藤ヒロム
- 撮影監督 - 津村治彦
- 音響監督 - 渡辺淳
- 音楽ディレクター - ANZ123.COM
- プロデューサー - 青木俊志、平根昭彦
- アニメーション制作 - トランスアーツ
- 製作 - ifs、テレビ東京

## 主題歌
オープニングテーマ「STORMY LOVE」
作詞 - 石動拳三 / 作曲 - 勝誠二 / 編曲 - 芳野藤丸 / 歌 - The NaB's
エンディングテーマ
「君といた地球（ホシ）」（第1話 - 第13話）
作詞 - KARL・YUHKI / 作曲 - 山崎光 / 編曲 - 芳野藤丸 / 歌 - The NaB's
「RE-SET」（第14話 - 第26話）
歌・作詞・作曲・編曲 - TAKUI

## 各話リスト
| 話数      | サブタイトル         | 脚本              | 絵コンテ          | 演出       | 作画監督          | 放送日        |
| --------- | -------------------- | ----------------- | ----------------- | ---------- | ----------------- | ------------- |
| Episode1  | SF 9                 | 寺田憲史          | 大森英敏          | 森義博     | 飯田宏義          | 2003年 4月6日 |
| Episode2  | カウントダウン       | 寺田憲史          | 土器手司          | 萩原露光   | 西城隆詞          | 4月13日       |
| Episode3  | ブラック・オーキッド | 寺田憲史          | 白土武            | 横田和善   | 小泉謙三          | 4月20日       |
| Episode4  | カルロ・モレーリ     | 富田祐弘          | 布施木一喜        | 萩原露光   | 松田芳明          | 4月27日       |
| Episode5  | バラクーダ           | 富田祐弘          | 小林孝嗣          | 藤本義孝   | 佐藤裕司          | 5月4日        |
| Episode6  | サーベルフィッシュ   | 寺田憲史          | 大森英敏          | 山口美浩   | 早川淳一          | 5月11日       |
| Episode7  | オーシャン・ダイナー | 富田祐弘          | 松園公            | 萩原露光   | 西城隆詞          | 5月18日       |
| Episode8  | ディープ・シー       | 富田祐弘          | 大森英敏          | 岡崎ゆきお | 飯飼一幸          | 5月25日       |
| Episode9  | ウィングズ           | 寺田憲史          | 白土武            | 山田雄三   | 高橋直樹          | 6月1日        |
| Episode10 | パイロット           | 寺田憲史          | 松園公            | 萩原露光   | 西城隆詞          | 6月8日        |
| Episode11 | レーザー・キャノン   | 富田祐弘          | 大森英敏          | 萩原露光   | 高橋直樹          | 6月15日       |
| Episode12 | ライトニング         | 寺田憲史          | 小林孝嗣          | 葦沢亮一   | 土橋昭人          | 6月22日       |
| Episode13 | ペトロス・サロI      | 寺田憲史          | 白土武            | 津田義三   | 渡辺章            | 6月29日       |
| Episode14 | ペトロス・サロII     | 寺田憲史          | 白土武            | 萩原露光   | 西城隆詞          | 7月6日        |
| Episode15 | エスケープ           | 富田祐弘          | 大森英敏          | 萩原露光   | 高橋直樹          | 7月13日       |
| Episode16 | モンスター           | 隅沢克之          | 横田和善          | 萩原露光   | 高橋直樹          | 7月20日       |
| Episode17 | ブレイン・ストーム   | 寺田憲史          | 白土武            | 白土武     | 雨宮英夫          | 7月27日       |
| Episode18 | オアシス             | 富田祐弘          | 小林孝嗣          | 萩原露光   | 渡辺章            | 8月3日        |
| Episode19 | ロボットバード       | 寺田憲史          | 白土武            | 柾木犬一   | 森永賢二          | 8月10日       |
| Episode20 | ヴォルテックス       | 白瀧由裕 寺田憲史 | 大森英敏          | 萩原露光   | 高橋直樹          | 8月17日       |
| Episode21 | プラネット・ゾリオン | 寺田憲史          | 白土武            | 岡崎ゆきお | 水川弘理          | 8月24日       |
| Episode22 | トラップ             | 木滝りま          | 川崎逸朗          | 萩原露光   | 高橋直樹          | 8月31日       |
| Episode23 | サイコパワー         | 富田祐弘 寺田憲史 | 岡崎ゆきお 白土武 | 岡崎ゆきお | 森田実            | 9月7日        |
| Episode24 | ピラミッド           | 寺田憲史          | 倉井サトシ        | 萩原露光   | 飯田宏義          | 9月14日       |
| Episode25 | インベージョン       | 木滝りま 寺田憲史 | 川崎逸朗          | 岡崎ゆきお | 森田実 水川弘理   | 9月21日       |
| Episode26 | ファイナル・シグナル | 寺田憲史          | 大森英敏          | 萩原露光   | 高橋直樹 深野敏喜 | 9月28日       |

| テレビ東京系 日曜9:00枠 | テレビ東京系 日曜9:00枠 | テレビ東京系 日曜9:00枠 |
| 前番組                  | 番組名                  | 次番組                  |
| ----------------------- | ----------------------- | ----------------------- |
| ペコラ                  | FIRESTORM               | ポポロクロイス          |